# قضیه تونن

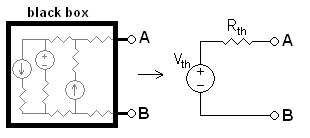
معادل کردن مدار داخل جعبه با معادل تونن آن: هر مداری که تنها دارای مقاومت، و منابع ولتاژ، و جریان باشد می‌تواند با کمک یک مدار معادل تونن که از یک منبع ولتاژ معادل در اتصال سری با مقاومت معادل تشکیل شده، جانشین شود.

در مهندسی برق هر مدار یا شبکه خطی (یعنی مداری که از عناصر خطی و منابع مستقل تشکیل شده‌است) را می‌توان به صورت مدار معادل تِونَن آن مدل کرد. به این صورت که مدار را مانند یک جعبهٔ سیاه در نظر می‌گیریم و آن را با یک مقاومت و منبع ولتاژ معادل می‌کنیم. منبع ولتاژ که ولتاژ تونن نام دارد، ولتاژ مدار باز دو سر مدار است. مقاومت نیز مقاومت تونن نامیده می‌شود، مقاومت دیده‌شده از دو سر مدار و بدون در نظر گرفتن منابع ولتاژ و جریان مستقل مدار است، به این ترتیب که منابع ولتاژ، اتصال کوتاه و منابع جریان، مدار باز شده‌اند که به اصطلاح، مقاومت شبکه مرده به‌دست می‌آید.
این قضیه را لئون شارل تونن فرانسوی پیش نهاد.

## محاسبه مدار معادل تونن
1. ولتاژ مدار باز را محاسبه کرده و آن را ولتاژ تونن می‌نامیم.
2. منابع مستقل را خاموش فرض می‌کنیم. (یعنی منبع ولتاژ را اتصال کوتاه و منبع جریان را مدار باز در نظر می‌گیریم)
3. یک منبع جریان تست با مقدار ۱ آمپر یا یک منبع ولتاژ تست با مقدار یک ولت به دو سر مدار بسته و ولتاژ منبع جریان یا جریان منبع ولتاژ را محاسبه می‌کنیم؛ که ولتاژ منبع جریان همان مقاومت تونن است و عکس جریان منبع ولتاژ نیز مقاومت تونن است.[۲]

### مثال
|  |  |  |  |

{\displaystyle V_{\mathrm {Th} }={R_{2}+R_{3} \over (R_{2}+R_{3})+R_{4}}\cdot V_{\mathrm {1} }}
{\displaystyle ={1\,\mathrm {k} \Omega +1\,\mathrm {k} \Omega  \over (1\,\mathrm {k} \Omega +1\,\mathrm {k} \Omega )+2\,\mathrm {k} \Omega }\cdot 15\,\mathrm {V} }
{\displaystyle ={1 \over 2}\cdot 15\,\mathrm {V} =7.5\,\mathrm {V} }